# Мыски (Алтайский край)
Мыски — посёлок в Каменском районе Алтайского края России. Входит в состав Гоноховского сельсовета.

## История
Основан в 1789 году. В 1928 году деревня Мыски состояла из 298 хозяйств, основное население — русские. Центр Мысковского сельсовета Каменского района Каменского округа Сибирского края.

## Население
| 1926 | 1997 | 1998 | 1999 | 2000 | 2001 | 2002 |
| ---- | ---- | ---- | ---- | ---- | ---- | ---- |
| 1459 | ↘178 | ↘169 | →169 | ↘158 | ↗161 | ↘138 |
| 2003 | 2004 | 2005 | 2006 | 2007 | 2008 | 2009 |
| ↗140 | ↗146 | ↘140 | ↘126 | ↘119 | ↗120 | ↘111 |
| 2010 | 2011 | 2012 | 2013 |      |      |      |
| ↘96  | ↘95  | ↘88  | ↗90  |      |      |      |